# 平西将军
平西将军，四平将军之一，三国时期始置，于魏晋南北朝时期开始泛滥，至隋代被废除。

## 沿革
三国时，因杂号将军开始发展，四平将军被曹魏所开创，平西将军是其中一个称号，当时有马超等名将领过此职。
晋代平西将军被沿用，南北朝时多人被任或自称为平西将军，例如东晋时期的桓玄便自封为平西将军，还有周处等人被追封为平西将军过。
唐代因沿袭隋置，设置武散官四十五阶，杂号将军因此被顺势废除，平西将军号一同被废。

### 书目
- 太平御览
- 三国志
- 新唐书
- 晋书
- 魏书

### 引用
1. ↑  《太平御览》职官部三十七·四平将军：“平东将军...平西将军...平南将军...平北将军
2. ↑  《三国志》蜀书二：“秋羣下上先主为汉中王表于汉帝曰平西将军都亭侯臣马超...”
《三国志》蜀书六：“以超为平西将军督临沮因为前都亭侯”
3. ↑  《魏书》列传第八十五：“乃改授太尉都督中外扬州牧领平西将军豫州刺史绿綟绶加兖冕之服剑履之礼入朝不趋赞拜不名增班剑六十人甲仗二百人入殿”
4. ↑  《晋书》卷十二：“处为建威将军西征众寡不敌卢临阵俨慨奋不顾命遂死于战场追赠平西将军”
5. ↑  《新唐书》志第三十六：“武散阶四十有五从一品曰骠骑大将军正二品曰辅国大将军从二品曰镇军大将军正三品上曰冠军大将军怀化大将军...”